# Kärnänsaari
Kärnänsaari är en ö i Finland. Den ligger i sjön Lappajärvi sjö och i kommunen Lappajärvi i den ekonomiska regionen  Järviseutu ekonomiska region  och landskapet Södra Österbotten, i den centrala delen av landet, 300 km norr om huvudstaden Helsingfors. Öns area är 12,56 kvadratkilometer och dess största längd är 6,5 kilometer i nord-sydlig riktning. De små öarna Matalasaari och Korkeasaari är sammanbundna med Kärnänsaari via en vägbank och är inräknade i ytan.